# Program Constellation

Logo Programu Constellation

Program Constellation (ang. Constellation Program) – przerwany program amerykańskich załogowych lotów kosmicznych. Celem programu był powrót człowieka na Księżyc oraz stworzenie nowego systemu transportu ludzi na Międzynarodową Stację Kosmiczną.
NASA rozpoczęła budowę statku kosmicznego Orion, który miał umożliwić loty na Księżyc. Pierwszy lot załogowy planowany był na 2014 lub 2015 r.

## Wstęp
14 grudnia 1972 roku o godzinie 22:54:37 czasu GMT załoga ostatniego lądownika programu Apollo – Eugene Cernan i Harrison Schmitt – wzbiła się z powierzchni Księżyca. Dziś wiemy, że wraz z nimi ludzkość opuściła Srebrny Glob na niemal pół wieku.
Program Constellation narodził się w roku 2004. Impulsem do jego opracowania było styczniowe przemówienie prezydenta George′a Busha, w którym – podobnie jak uczynił to wcześniej prezydent John F. Kennedy – nakreślił wyzwanie do NASA. Były nimi: powrót na Księżyc i budowa stałej bazy księżycowej oraz załogowa misja na Marsa.
Prace rozpoczęły się z impetem, powstały projekty nowych rakiet nośnych Ares, statku kosmicznego Orion i nowego lądownika księżycowego. Rozpoczął się też program sond księżycowych, które miały przetrzeć szlaki dla przyszłych astronautów.
Kiedy w 2010 r. prezydent Barack Obama odwołał program, wzbudziło to protesty amerykańskich astronautów z Neilem Armstrongiem na czele. Jednak już w kwietniu 2010 roku prezydent naszkicował zarysy nowego programu kosmicznego – SLS, którego cele okazały się bardzo zbliżone do programu Constellation.

## Początek programu
Prezydent George Bush 14 stycznia 2004 roku naszkicował nowe wyzwanie dla NASA. Istnieją przypuszczenia, że przemówienie zostało napisane całe lata wcześniej. Przyczyną, dla której zostało wygłoszone właśnie na początku 2004, mogły być ustalenia, dotyczące katastrofy Columbii (katastrofa nastąpiła 1 lutego 2003), sugerujące dobitnie, że flota wahadłowców po prostu się starzeje, oraz fakt, że nie stworzono żadnej alternatywy dla promów kosmicznych. Miesiąc później administrator NASA Sean O’Keefe opublikował dokument o nazwie „Wizja eksploracji kosmosu”, nadając tym samym słowom prezydenta kształt projektu. O' Keefe powołał do życia specjalny wydział – Exploration Systems Mission Directoriate (ESMD), którego zadaniem było określenie technik i systemów, niezbędnych, by urzeczywistnić postawione przed NASA cele. Emblemat ESMD, na którym umieszczono trzy globy, symbolizował zadania Agencji – podążanie z Ziemi ku Księżycowi, Marsowi i jeszcze dalej. Zaczęto sporządzać pierwsze studia, które skupiły się na wykorzystaniu rakiet nośnych Delta IV. W kwietniu 2005 administratorem NASA został Michael Griffin, który natychmiast zabrał się do pracy nad projektem. W ciągu sześciu miesięcy udało się zakończyć i przyjąć raport Exploration Systems Architecture Study (ESAS) – studium, dotyczące infrastruktury, jaką należało wykorzystać albo opracować, by powrócić na Księżyc i stworzyć podstawy dla dalszych działań, obejmujących załogową misję na Marsa. W założeniach program miał wykorzystać jak najwięcej już istniejących i sprawdzonych rozwiązań, by jak najefektowniej spożytkować ograniczony budżet, a jednocześnie zminimalizować ryzyko opóźnień i porażek. 30 grudnia 2005 roku plany NASA zostały zaaprobowane przez Kongres, który wyraził zgodę, by administrator „ustanowił program, którego celem jest powrót człowieka na Księżyc oraz późniejsza eksploracja Marsa i innych obiektów, włącznie z programem przygotowawczym, którego zadaniem będzie promocja eksploracji, nauki, biznesu i prymatu Stanów Zjednoczonych w kosmosie”.

### Emblemat
W emblemacie umieszczono dziesięć gwiazd, symbolizujących centra NASA i trzy planety, co nawiązywało do logo ESMD. Strzelający ku górze promień stanowił alegorię wizji dążenia ku gwiazdom.

## Studia projektowe
W ramach studium infrastruktury programu powstały studia projektowe (Desing Reference Missions,DRM), opisujące funkcjonowanie jej elementów. Trzy spośród nich były związane z misjami do ISS i dotyczyły transportu do stacji i z powrotem:
- załóg,
- ładunku w warunkach hermetycznych,
- ładunku w warunkach niehermetycznych.

Trzy kolejna studia były związane z misjami księżycowymi i opisywały transport:
- załóg i ładunku do dowolnego miejsca na powierzchni Księżyca i z powrotem w ramach siedmiodniowych misji badawczych,
- załóg i ładunku do bazy na południowym biegunie Księżyca i z powrotem,
- dostarczenie ładunku do dowolnego miejsca na Księżycu.

Ostatnie studium dotyczyło transportu załóg ładunku na powierzchnię Marsa i z powrotem w ramach półtorarocznych misji.
W 2006 NASA wybrała nazwy dla statków, oznaczonych wcześniej tylko skrótami: Orion dla CEV, Ares I dla CLV i Ares V dla CaLV.

## Opis programu
Program Constellation zakładał wybudowanie trzech modułów transportowych oraz rakiet potrzebnych do ich wyniesienia. Są to: Moduły Załogi i Serwisowy Orion (Orion Crew & Service Modules, Orion CSM), Moduł Dostępu do Powierzchni Księżyca Altair (Lunar Surface Access Module, LSAM) oraz moduł napędowy (Earth Departure Stage, EDS). Do wystrzelenia tych modułów miały zostać użyte rakiety nośne Ares V (do wysłania EDS i Altair) oraz Ares I (dla statku Orion CSM).

## Rakiety nośne Ares

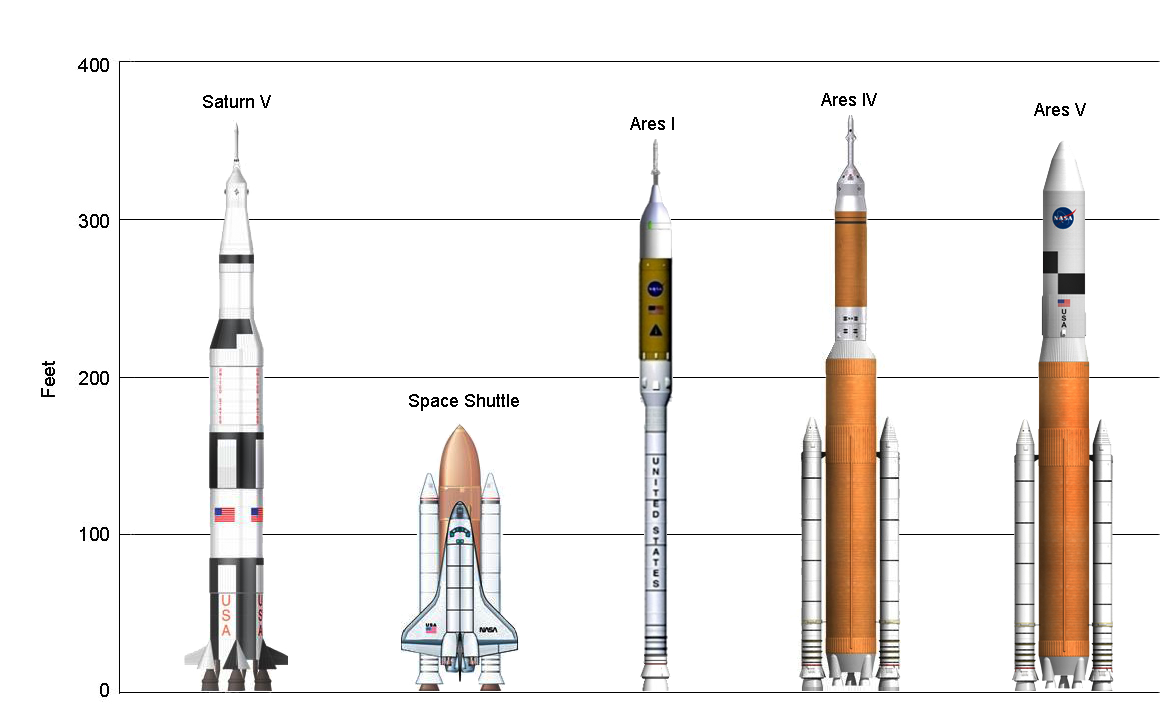
Rakiety nośne Ares, Saturn V oraz Wahadłowiec kosmiczny

Nazwa rakiet – Ares – wywodzi się z mitologii greckiej i pochodzi od boga wojny, którego odpowiednikiem rzymskiej mitologii był Mars. NASA postanowiła nadać nowej generacji rakiet nośnych nazwę Ares ze względu na przewidywaną w programie Constellation eksplorację Marsa. Mimo że pierwszymi celami misji z udziałem rakiet Ares miała być Międzynarodowa Stacja Kosmiczna i Księżyc, to właśnie lot na Czerwoną Planetę miał stanowić punkt kulminacyjny programu. Rakieta Ares miała powstać w dwóch wersjach. Ares I (CLV) miał służyć do transportu załóg i stosunkowo lekkich ładunków do ISS i na niską orbitę okołoziemską, w przypadku misji, w których dochodziłoby do połączenia na orbicie wyniesionego statku z EDS rakiety Ares V. To właśnie napęd EDS umożliwiałby załodze dotarcie do Księżyca. Ares V (CaLV) stanowił w zamierzeniach większą i o wiele potężniejszą wersję rakiety, zdolną do wynoszenia na orbitę ciężkich ładunków. Projekt rakiet Ares opierał się w pewnym stopniu na konstrukcji promów kosmicznych, dlatego też określono je jako pojazdy wywodzące się z wahadłowców. W gruncie rzeczy były one jednak w równym stopniu „spokrewnione” z Saturnami V z programu Apollo. Wykorzystanie już sprawdzonych rozwiązań zmniejszało koszty projektów, a także ryzyko dla załóg.

### Ares IV
Projekt rakiety znany jest tylko z nieoficjalnych informacji. NASA nigdy nie wydała żadnego oficjalnego oświadczenia dotyczącego prac nad trzecią rakietą nośną. Ares IV miał składać się z pierwszego stopnia rakiety Ares V i górnego stopnia rakiety Ares I. Ares IV miał zastąpić rakiety Ares V w misjach księżycowych. W misjach takich mogłyby brać dwie rakiety Ares IV – jedna przeznaczona do transportu LSAM, druga do transportu statku Orion na orbitę okołoksiężycową. Celem projektu miało być wyeliminowanie potencjalnego niebezpieczeństwa, jakie wiązało z faktem, że paliwo w EDS rakiety Ares V musiało być utrzymywane w bardzo niskiej temperaturze. Mogło to spowodować poważne problemy w przypadku misji księżycowej, w której nastąpiłoby poważne opóźnienie startu rakiety Ares I. Gdyby start rakiety Ares V nastąpił zgodnie z planem, a start drugiej z jakiś przyczyn opóźnił się, paliwo w orbitującym już EDS mogłoby się po prostu „zagotować”, co oznaczałoby katastrofę dla całej misji.

### Ares V Lite
Oprócz projektu rakiety Ares IV, NASA rozważała też alternatywną wersję Rakiety Ares V – Ares V Lite. Rakieta miała mieć mniejsze rozmiary i zdolność do wynoszenia na niską orbitę 140 ton ładunku. Ares V Lite miał być wyposażony w te same silniki co Ares V. Celem projektu było zastąpienie nie tylko rakiety Ares V ale także Ares I. Jak można się domyślać, NASA zamierzała stworzyć projekt jednej rakiety, która mogłaby sprostać wszystkim zadaniom w ramach programu Constellation.

## Statek załogowy Orion

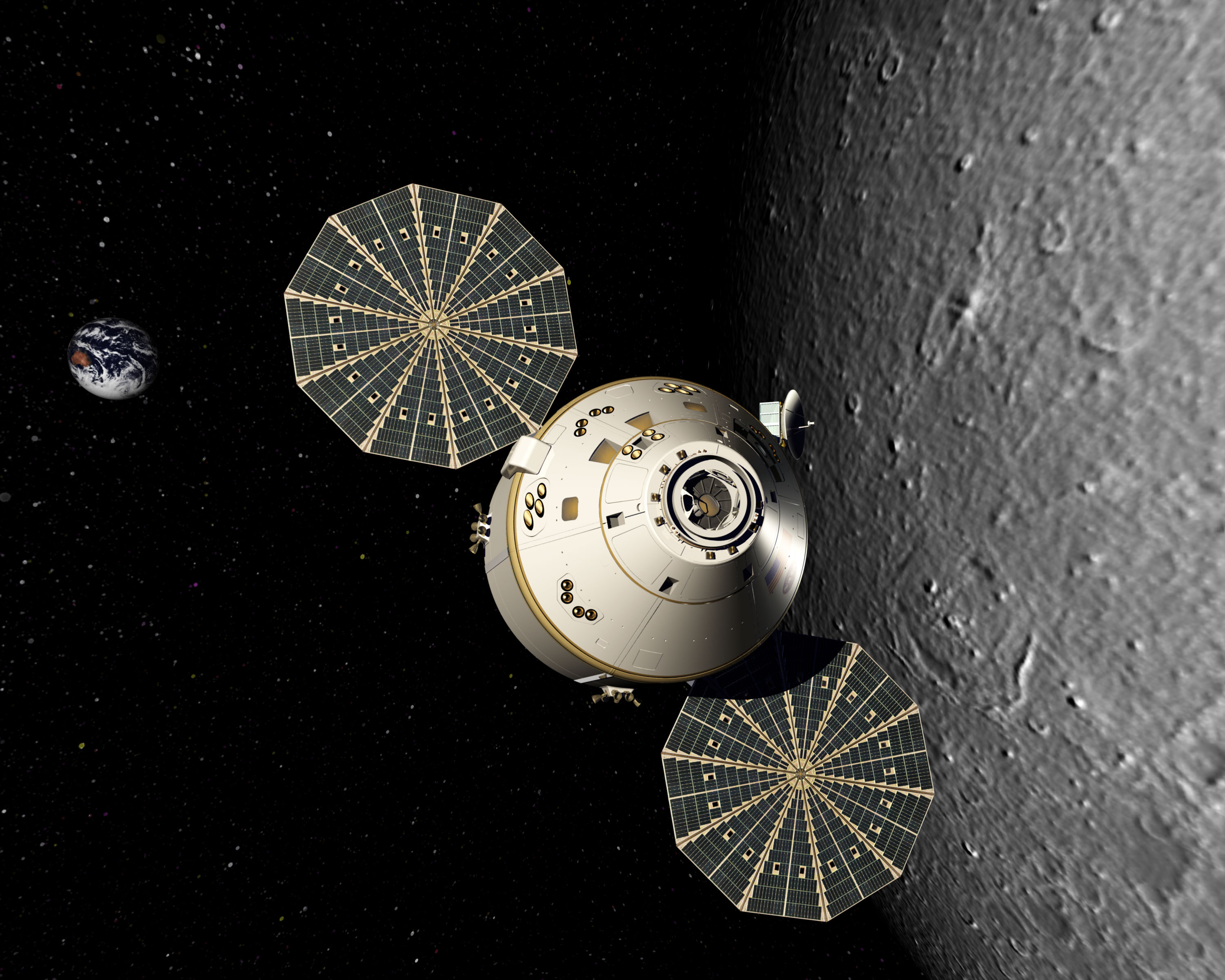
Statek kosmiczny Orion na orbicie księżycowej

NASA nie po raz pierwszy odwołała się do nazwy Orion. Jedna z najjaśniejszych konstelacji na nocnym niebie pierwszy raz pojawiła się w dokumentach agencji w latach 60. i dała nazwę projektowi związanemu ze statkiem kosmicznym o napędzie nuklearnym (Project Orion), Także moduł księżycowy Apollo 16 nosił imię myśliwego z greckiej mitologii. Jasne gwiazdy konstelacji były od niepamiętnych czasów wykorzystywane w nawigacji. Logo statku odwołuje się do tego faktu. Trajektoria okrąża Ziemię, a następnie biegnie w przestrzeń, przecinając trzy gwiazdy, które symbolizują trzy cele programu: Księżyc, Mars i „jeszcze dalej”. Mimo że wygląd statku Orion wcale na to nie wskazuje, miał on stanowić odpowiednik promu kosmicznego (temu samemu celowi miały służyć odwołane wcześniej programy NASA X-38 i Orbital Space Plane). Po katastrofie Columbii stało się jasne, że już dawno należało rozpocząć prace nad statkiem, który będzie mógł zastąpić wahadłowce. „Wizja eksploracji kosmosu” poszerzyła zadania nowego pojazdu – miał on nie tylko transportować ładunki i załogi do ISS, ale także na Księżyc.

## Moduł Księżycowy

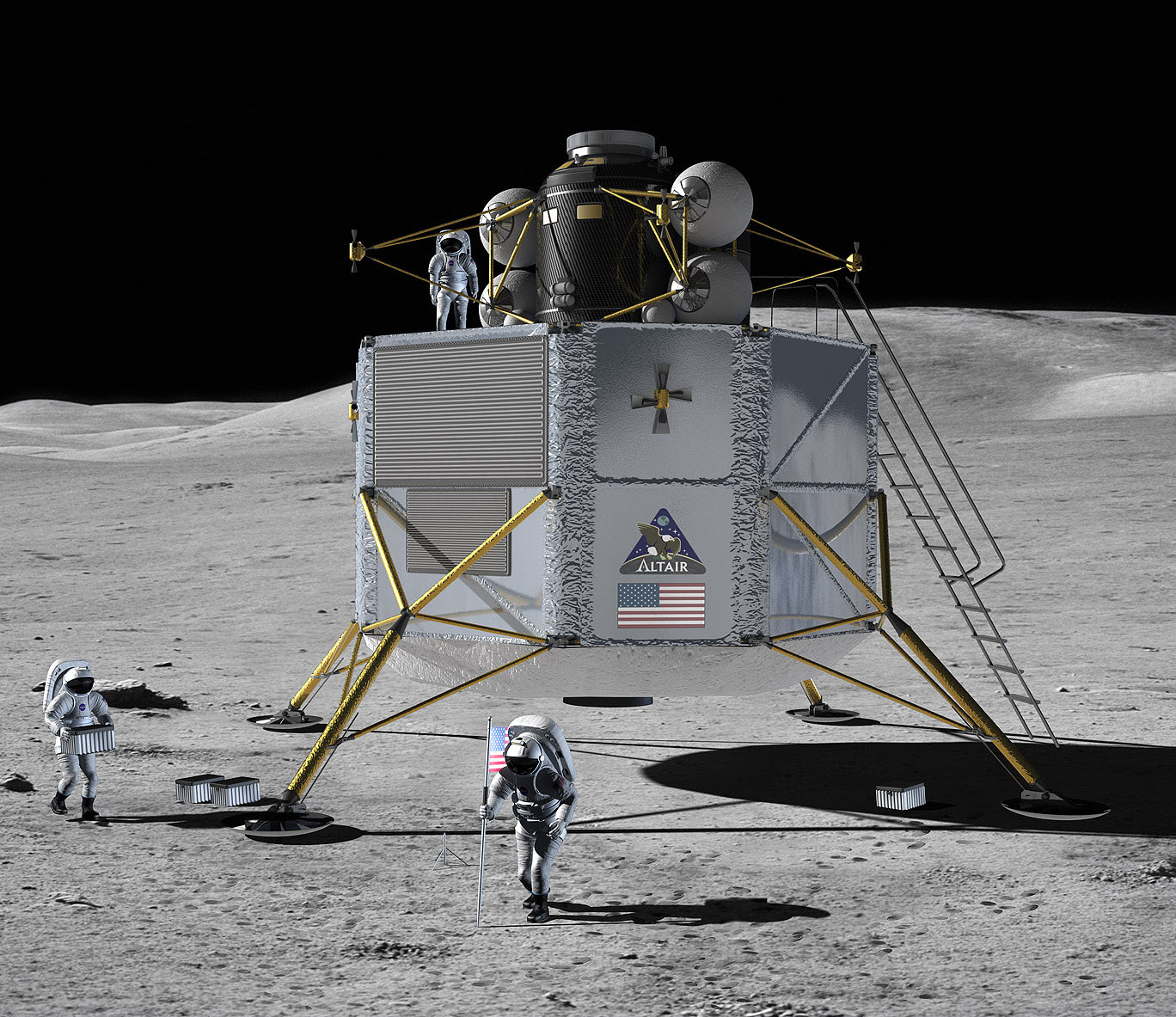
Lądownik Altair na powierzchni Księżyca

Prace nad modułem księżycowym miały rozpocząć się w 2011. Jednak do tego czasu zdążył on jedynie zyskać nową nazwę – Altair (najjaśniejsza gwiazda w konstelacji Orła oraz logo nawiązujące do misji Apollo 11 (którego głównym elementem był orzeł). Według nieoficjalnych informacji NASA rozważała wcześniej nazwę Artemis (od greckiej bogini Atremidy), która była brana pod uwagę także w przypadku rakiet nośnych, nazwanych ostatecznie Ares.

## Program sond księżycowych
Wizja nakreślona przez prezydenta Busha przewidywała, że powrót ludzi na Księżyc będzie poprzedzony programem sond księżycowych. Program ten otrzymał nazwę Lunar Precursor Robotic Program (LPRP), choć bywał również określany jako Robotic Lunar Exploration Program (RLEP). Zadaniem sond miało być „przetarcie szlaku dla ludzi” – zgromadzenie informacji niezbędnych dla przeprowadzenia misji załogowych przewidzianych przez program Constellation. Dotyczyło to możliwości wykorzystania występujących na Księżycu zasobów (w szczególności poszukiwania lodu) oraz całej gamy innych celów, w tym:
- przetestowania automatycznych procedur lądowania
- badania rozkładu temperatur na zacienionych obszarach
- badania rozkładu występowania wodoru
- mapowania powierzchni zacienionych obszarów
- badania charakterystyki oświetlenia regionów polarnych
- badania charakterystyki promieniowania kosmicznego na orbicie Księżyca.

Zgromadzone doświadczenia miały być wykorzystane w procesie opracowania planów misji załogowych. W praktyce wobec odwołania programu w 2010 odbyło się kilka misji: Lunar Reconnaissance Orbiter (LRO) i Lunar Crater Obserwation and Sensing Satelite (LCROSS), Lunar Atmosphere and Dust Environment Explorer LADEE.

## Odwołanie programu
Program Constellation został odwołany przez prezydenta Baracka Obamę w 2010 (propozycja przerwania programu została sformułowana 1 lutego, a 11 października prezydent oficjalnie podpisał dokumenty). Jednak w międzyczasie (15 kwietnia) prezydent naszkicował wizję nowego programu kosmicznego, który przewiduje powstanie projektu nowej rakiety nośnej do roku 2015. Do roku 2025 według planu miała nastąpić misja z lądowaniem na asteroidzie, a do 2030 – orbitalna misja marsjańska. 24 maja 2011 roku NASA ogłosiła, że konstrukcja statku Orion będzie rozwijana pod nową nazwą Orion Multi-Purpose Crew Vehicle (MPCV), czyli wielozadaniowy statek załogowy Orion.

## Ośrodki biorące udział w programie[2]
- Ames Research Center

Zlokalizowany w Moffet Field w stanie Kalifornia. Ośrodek zajmuje się opracowaniem systemów ochrony termicznej i technologii informatycznych dla nowych pojazdów.
- Armstrong Flight Research Center

Zlokalizowany w Edwards w stanie Kalifornia. Ośrodek opracowuje system awaryjnego przerwania startu oraz procedury lądowania i odzyskiwania pojazdu.
- Glenn Research Center

Mieszczący się w Cleveland ośrodek ma zajmować się modułem serwisowym statku Orion. Ponadto Glenn Research Center ma prowadzić większość prac nad drugim członem rakiety Ares I.
- Goddard Space Flight Center

Zadaniem ośrodka zlokalizowanego w Greenbelt w stanie Maryland są systemy komunikacji, namierzania oraz mechanizmy wsparcia dla statku Orion.
- Jet Propulsion Laboratory

Laboratorium w Pasadenie w Kalifornii.
- Johnson Space Center

Centrum kontroli misji w Houston zajmuje się zarządzaniem całym programem. Do jego zadań należy integracja pojazdów Orion, Ares I i Ares V. Centrum ma prowadzić większość prac związanych z zaprojektowaniem statku Orion. Podobnie jak w przypadku misji Apollo i Space Shuttle, Centrum Johnsona zajmie się planowaniem misji, treningiem załóg i kontrolowaniem przebiegu misji.
- Kennedy Space Center

Kosmodrom na przylądku Cape Canaveral na Florydzie, tradycyjnie zajmie się przygotowaniem pojazdów programu do podróży w kosmos. W tym celu przebudowane zostaną obecne stanowiska startowe oraz powstaną nowe obiekty.
- Langley Research Center

Ośrodek mieści się w Hampton Roads w stanie Virginia. Przydzielono mu prace nad systemem awaryjnego przerywania startu oraz systemami lądowania modułu dowodzenia statku Orion.
- Marshall Space Flight Center

Ośrodek w stanie Alabama jest centrum prac nad pojazdami Ares I i Ares V. Ośrodek jest odpowiedzialny za projekt pierwszego członu Ares I oraz za przeprowadzenie prób obu rakiet.
- Stennis Space Center

Zlokalizowany w stanie Mississippi ośrodek, bazując na ponad 40 letnim doświadczeniu w dziedzinie napędu rakietowego, ma przeprowadzić prace nad silnikami dla pojazdów Ares.